# أبراهام بورغ
أبراهام بورغ (بالعبرية: אברהם בורג‏) هو كاتب وسياسي إسرائيلي، ولد في 19 يناير 1955 في القدس في إسرائيل. حزبياً، نشط في حزب العمل الإسرائيلي والجبهة الديمقراطية للسلام والمساواة (يناير 2015 –). وقد انتخب عضو الكنيست (7 يونيو 1999 – 28 يونيو 2004) وانتخب قائمة رؤساء الكنيست (6 يوليو 1999 – 17 فبراير 2003) وانتخب عضو الكنيست ‏ (21 نوفمبر 1988 – 5 يوليو 1995).
في عام 2012، أيد بورغ مقاطعة منتجات المستوطنات الإسرائيلية وقال إنه يقاطع شخصيا جميع المنتجات المنتجة في المستوطنات ولا يعبر الخط الأخضر. ووصف إسرائيل بانها «آخر محتل استعماري في العالم الغربي».
وفي أوائل ديسمبر 2013، أكد وجود الأسلحة النووية الإسرائيلية خلال خطاب ألقاه في مؤتمر يهدف إلى نزع السلاح النووي في الشرق الأوسط. وقال إن السياسات الوطنية التي لا تؤكد أو تنكر وجود هذه الأسلحة «بالية وصبيانية».
وانضم بورغ إلى حزب حداش اليهودي العربي اليساري في يناير 2015. وفي مقابلة لاحقة انتقد إسرائيل لاستمرارها في اتباع الصهيونية كإيديولوجية وطنية ودعاها إلى خفض قانون العودة إلى الحد الأدنى. كما ذكر أن مستقبل إسرائيل خيار بين أن تصبح دولة يهودية أصولية أو كونفدرالية يهودية عربية ثنائية القومية ذات حدود مفتوحة وجزء من اتحاد إقليمي.
وفي أبريل 2015، وبعد أن زادت هجرة اليهود إلى إسرائيل من البلدان الأوروبية زيادة كبيرة بعد عدة حوادث شملت اليهود في أوروبا، نشر بورغ مقالا في هاآرتس يثبط ادعاءات معاداة السامية ويدعو اليهود للبقاء في أوروبا.

## روابط خارجية
- أبراهام بورغ على موقع مونزينجر (الألمانية)